# Notiocharis sarawakensis
Notiocharis sarawakensis és una espècie d'insecte dípter pertanyent a la família dels psicòdids.

## Descripció
- Mascle: antenes de 12 segments i de 0,8 mm de llargària, ales esveltes (de 2 mm de llargada i 0,6 d'amplada) i de color marró clar (una mica més fosc al voltant dels extrems de la nervadura), i edeagus molt llarg.
- Femella: similar al mascle amb els lòbuls de la placa subgenital gairebé tan llargs com amples i ales d'1,9 mm de longitud i 0,6 d'amplada.
- És molt similar a Notiocharis stellae però se'n diferencia per les diferents estructures genitals de tots dos gèneres.[3]

## Distribució geogràfica
Es troba a Borneo.